# Chùa Nhân Bồi
Chùa Nhân Bồi còn được gọi là Kim Ngưu Tự có cách đây gần 1000 năm khi Uy Minh Vương Lý Nhật Quang vào làm tri châu xứ Nghệ
Chùa nằm trong quần thể di tích thuộc vùng Bạch Ngọc cũ nay là xã Ngọc Sơn, Lam Sơn và xã Bồi Sơn. Toạ lạc tại Cồn Chùa thuộc xóm 2 xã Bồi Sơn Đô Lương Nghệ An Chùa có khuôn viên rộng 4.550m2 trong Chùa có nhiều pho tượng cổ và nhiều loại đồ tế khí có giá trị 
Năm 1948 do giặc Pháp ném bom ở Đền Quả Sơn toàn bộ pho tượng và đồ tế khí ở chùa được nhân dân di dời lên chùa Bà Bụt nay là xã Lam Sơn để lấy Chùa Nhân Bồi làm nơi thờ đức thánh Uy Minh Vương Lý Nhật Quang cũng từ đó mà chùa lại có tên gọi là Đền Quả 
Năm 1997 Đền Quả Sơn được tôn tạo lại, toàn bộ tế khí ở Chùa lại chuyển về Đền. Chùa nhân Bồi trở thành phế tích không người trông nom bảo quản. 
Trước tình hình đó đảng bộ và nhân dân xã nhà cùng bà con phật tử quyết tâm tu tạo lại đến năm 2007-2008 Chùa được tu bổ hoàn chỉnh như vốn có trước đây gồm 2 toà nhà kiến trúc cổ dạng chữ đinh (còn nguyên bản) 
Tượng phật được bài trí sắp xếp trong chánh điện trên cùng là 3 pho Tượng Tam Thế cao 0,65m rộng 0,45m xuống tầng 2 là pho Tượng đức Phật A Di Đà cao 0,75m rộng 0,60m, xuống tầng 3 là pho Tượng Quán Thế Âm Bồ Tát cao 0,65m rộng 0,65m, tiếp là toà Cửu Long Bổn Sư Thích Ca Mâu Ni Phật cao 1m rộng 1m tiếp là bộ ngũ sự thờ gồm cọc đăng, bình hoa, đèn thờ rồi đến 1 bộ bàn thờ cho phật tử bày soạn lễ vật dài 2m rộng 1,5m tiếp đến là hình tượng Bổn Sư Thích Ca rồi đến Hương án bày Ngũ Sự xuống bục lễ Phật, phía bên tả có Tượng Địa Tạng Vương Bồ Tát hai bên có 2 vị Tả Hữu cao 1,65m rộng 0,50m và hai Tượng Hạc Cổ cao 1,2m rộng 0,60m trước cửa Chùa có hai con Sấu chầu ra cao 0,65m dài 1,2m tất cả các góc mái cong cổ kính được trang trí hoa văn hoạ tiết theo nhà Nguyễn, sân chùa rộng 150m2 trước sân có Tượng đài Quan Âm Bồ Tát cao 3,5m rộng 1m x1,2m cảnh quan khuôn viên xanh sạch đẹp sơn thủy hữu tình Tượng Phật bài trí sắp xếp trong ngoài rất chu đáo. Đây cũng là tâm nguyện, nguyện vọng chính đáng để thỏa mãn nhu cầu hưởng thụ văn hóa tâm linh. Từ đó bà con phật tử khắp nơi đến chùa cầu lễ thường xuyên. Đồng thời cũng phát huy gìn giữ bản sắc và bảo tồn các di sản văn hóa vật thể, phi vật thể theo tinh thần NQ TW 5 của Đảng. Các hoạt động tín ngưỡng tại Chùa từ trước tới nay luôn thực hiện đúng pháp lệnh tín ngưỡng, tôn giáo, luôn hướng thiện, tu nhân tích đức, tri ân nhà phật, uống nước nhớ nguồn. Luôn phát huy được bản sắc phật giáo, là một tổ chức yêu nước, yêu đồng loại dân tộc. Góp phần tham gia tích cực công tác giữ gìn an ninh, bảo vệ Tổ quốc, tham gia các hoạt động từ thiện.